# Патнам (Конектикат)
Патнам (енгл. Putnam) насељено је место без административног статуса у америчкој савезној држави Конектикат.

## Демографија
По попису из 2010. године број становника је 7.214, што је 468 (6,9%) становника више него 2000. године.
| Група             | 2000.         | 2010.         |
| Белци             | 6.293 (93,3%) | 6.571 (91,1%) |
| Афроамериканци    | 102 (1,5%)    | 106 (1,5%)    |
| Азијати           | 27 (0,4%)     | 71 (1,0%)     |
| Хиспаноамериканци | 155 (2,3%)    | 258 (3,6%)    |
| Укупно            | 6.746         | 7.214         |